# كرايغ إل. توماس
كرايغ إل. توماس (بالإنجليزية: Craig L. Thomas)‏ هو ضابط وسياسي أمريكي، ولد في 17 فبراير 1933 في الولايات المتحدة، وتوفي بنفس المكان في 4 يونيو 2007. حزبياً، نشط في الحزب الجمهوري.

## مناصب
- في انتخابات مجلس النواب الأمريكي 1990 [الإنجليزية]‏، انتخب عضو مجلس النواب الأمريكي عن دائرة Wyoming's at-large congressional district [الإنجليزية]‏ وقد انضم خلال فترته النيابية [الإنجليزية]‏ (3 يناير 1991 – 3 يناير 1993)  للكتلة البرلمانية الحزب الجمهوري.
- في انتخابات مجلس النواب الأمريكي 1992 [الإنجليزية]‏، انتخب عضو مجلس النواب الأمريكي عن دائرة Wyoming's at-large congressional district [الإنجليزية]‏ وقد انضم خلال فترته النيابية [الإنجليزية]‏ (5 يناير 1993 – 3 يناير 1995)  للكتلة البرلمانية الحزب الجمهوري.
- في انتخابات مجلس الشيوخ في الولايات المتحدة 1994 [الإنجليزية]‏، انتخب عضو مجلس الشيوخ الأمريكي عن دائرة Wyoming ‏ وقد انضم خلال فترته النيابية [الإنجليزية]‏ (4 يناير 1995 – 3 يناير 1997)  للكتلة البرلمانية الحزب الجمهوري.
- في انتخابات مجلس الشيوخ في الولايات المتحدة 1994 [الإنجليزية]‏، انتخب عضو مجلس الشيوخ الأمريكي عن دائرة Wyoming ‏ وقد انضم خلال فترته النيابية [الإنجليزية]‏ (3 يناير 1997 – 3 يناير 1999)  للكتلة البرلمانية الحزب الجمهوري.
- في انتخابات مجلس الشيوخ في الولايات المتحدة 1994 [الإنجليزية]‏، انتخب عضو مجلس الشيوخ الأمريكي عن دائرة Wyoming ‏ وقد انضم خلال فترته النيابية (3 يناير 1999 – 3 يناير 2001)  للكتلة البرلمانية الحزب الجمهوري.
- في انتخابات مجلس الشيوخ في الولايات المتحدة 2000 [الإنجليزية]‏، انتخب عضو مجلس الشيوخ الأمريكي عن دائرة Wyoming ‏ وقد انضم خلال فترته النيابية [الإنجليزية]‏ (3 يناير 2001 – 3 يناير 2003)  للكتلة البرلمانية الحزب الجمهوري.
- في انتخابات مجلس الشيوخ في الولايات المتحدة 2000 [الإنجليزية]‏، انتخب عضو مجلس الشيوخ الأمريكي عن دائرة Wyoming ‏ وقد انضم خلال فترته النيابية [الإنجليزية]‏ (3 يناير 2003 – 3 يناير 2005)  للكتلة البرلمانية الحزب الجمهوري.
- في انتخابات مجلس الشيوخ في الولايات المتحدة 2000 [الإنجليزية]‏، انتخب عضو مجلس الشيوخ الأمريكي عن دائرة Wyoming ‏ وقد انضم خلال فترته النيابية [الإنجليزية]‏ (3 يناير 2005 – 3 يناير 2007)  للكتلة البرلمانية الحزب الجمهوري.
- في انتخابات مجلس الشيوخ في الولايات المتحدة 2006 [الإنجليزية]‏، انتخب عضو مجلس الشيوخ الأمريكي عن دائرة Wyoming ‏ وقد انضم خلال فترته النيابية [الإنجليزية]‏ (4 يناير 2007 – 4 يونيو 2007)  للكتلة البرلمانية الحزب الجمهوري.
- انتخب مدير عام (1975 – 1989).
- انتخب مدير (1971 – 1975).
- انتخب نائب الرئيس التنفيذي ‏ (1966 – 1975).
- انتخب عضو مجلس نواب وايومنغ (1984 – 1989).
- انتخب عضو مجلس النواب الأمريكي عن دائرة Wyoming's at-large congressional district [الإنجليزية]‏ (26 أبريل 1989 – 3 يناير 1995).
- انتخب عضو مجلس الشيوخ الأمريكي عن دائرة وايومنغ (3 يناير 1995 – 4 يونيو 2007).